# Маской (Каліфорнія)
Маской (англ. Muscoy) — переписна місцевість (CDP) в США, в окрузі Сан-Бернардіно штату Каліфорнія. Населення — 10 719 осіб (2020).

## Географія
Маской розташований за координатами 34°9′22″ пн. ш. 117°20′47″ зх. д. / 34.15611° пн. ш. 117.34639° зх. д. (34.156059, -117.346405).  За даними Бюро перепису населення США в 2010 році переписна місцевість мала площу 8,15 км², з яких 8,14 км² — суходіл та 0,01 км² — водойми.

## Демографія
Згідно з переписом 2010 року, у переписній місцевості мешкали 10 644 особи в 2231 домогосподарстві у складі 1933 родин. Густота населення становила 1306 осіб/км².  Було 2443 помешкання (300/км²).
Расовий склад населення:
| - 41,9 % — білих - 4,3 % — чорних або афроамериканців - 1,2 % — корінних американців - 0,9 % — азіатів - 0,2 % — вихідців з тихоокеанських островів - 46,9 % — осіб інших рас |

До двох чи більше рас належало 4,7 %. Частка іспаномовних становила 82,9 % від усіх жителів.
За віковим діапазоном населення розподілялося таким чином: 35,5 % — особи молодші 18 років, 58,9 % — особи у віці 18—64 років, 5,6 % — особи у віці 65 років та старші. Медіана віку мешканця становила 24,9 року. На 100 осіб жіночої статі у переписній місцевості припадало 102,8 чоловіків;  на 100 жінок у віці від 18 років та старших — 102,2 чоловіків також старших 18 років.
Середній дохід на одне домашнє господарство  становив 45 847 доларів США (медіана — 36 108), а середній дохід на одну сім'ю — 47 875 доларів (медіана — 38 149). Медіана доходів становила 31 297 доларів для чоловіків та 22 039 доларів для жінок. За межею бідності перебувало 33,5 % осіб, у тому числі 42,3 % дітей у віці до 18 років та 17,6 % осіб у віці 65 років та старших.
Цивільне працевлаштоване населення становило 3902 особи. Основні галузі зайнятості: виробництво — 16,0 %, роздрібна торгівля — 14,7 %, будівництво — 14,2 %.